# Bukovany (Benešov)
Bukovany é uma comuna checa localizada na região da Boêmia Central, distrito de Benešov.